# Курт Петерсен (підводник)
Курт Петерсен (нім. Kurt Petersen; 20 вересня 1916, Зондербург — 12 червня 2010) — німецький офіцер-підводник, капітан-лейтенант крігсмаріне. Кавалер Німецького хреста в золоті.

## Біографія
3 квітня 1936 року вступив на флот. З листопада 1938 року — 2-й радіотехнічний офіцер на важкому крейсері «Дойчланд». В травні-вересні 1940 року пройшов курс підводника. З жовтня 1940 року — 1-й вахтовий офіцер на підводному човні U-146, з січня 1941 року — на U-B, з березня 1941 року — на U-371. В листопаді-грудні 1941 року пройшов курс командира човна. З січня 1942 по січень 1943 року — інструктор 1-гої навчальної дивізії підводних човнів. З 24 березня 1943 року — командир U-541, на якому здійснив 4 походи (разом 316 днів у морі). 3 вересня 1944 року потопив британський торговий пароплав Livingston водотоннажністю 2140 тонн, який перевозив 2867 тонн генеральних вантажів; 14 з 28 членів екіпажу загинули. 12 травня 1945 року здався в полон Гібралтарі. В січні 1948 року звільнений.

## Звання
- Кандидат в офіцери (3 квітня 1936)
- Морський кадет (10 вересня 1936)
- Фенріх-цур-зее (1 травня 1937)
- Оберфенріх-цур-зее (1 липня 1938)
- Лейтенант-цур-зее (1 жовтня 1938)
- Оберлейтенант-цур-зее (1 жовтня 1940)
- Капітан-лейтенант (1 квітня 1943)

## Нагороди
- Залізний хрест 2-го і 1-го класу
- Нагрудний знак флоту
- Нагрудний знак підводника
- Німецький хрест в золоті (14 січня 1944)
- Фронтова планка підводника в бронзі